# گذرگاه مرزی لطف‌آباد
گذرگاه مرزی لطف‌آباد یک گذرگاه مرزی بین ایران و ترکمنستان است که در بخش لطف‌آباد شهرستان درگز استان خراسان رضوی قرار دارد و با درگز ۲۲ کیلومتر، با مشهد ۲۹۰ کیلومتر و با عشق‌آباد ۹۰ کیلومتر فاصله دارد. شهر لطف‌آباد و شهرک آرتیق ترکمنستان در دو سوی مرز قرار دارند. در سمت ترکمنستان، خط راه‌آهن ترانس خزر از نزدیکی این گذرگاه عبور می‌کند. در حال حاضر، شبکهٔ راه‌آهن ایران به این مرز متصل نیست؛ ولی پایانهٔ مرزی لطف‌آباد با خط آهن به شبکهٔ ریلی ترکمنستان متصل می‌باشد که امکان صادرات ریلی از این مرز را فراهم نموده‌است.
مبادلات تجاری از این مرز در دوران تسلط شوروی بر آسیای میانه تعطیل بود؛ ولی با انحلال شوروی در سال ۱۳۷۲ فعالیت این گمرک دوباره برقرار شد.

## گمرک
در گمرک لطف‌آباد، رویه‌های واردات قطعی، صادرات قطعی، ورود موقت، صدور موقت و عبور خارجی انجام می‌شود. همچنین این گمرک دارای واحد قضایی برای رسیدگی به قاچاق است.